# Europees kampioenschap waterpolo mannen 2020
Het 34e Europees kampioenschap waterpolo voor mannen vond plaats van 14 januari tot 27 januari 2020 in de Donau-arena (Hongaars: Duna Aréna) in Boedapest, Hongarije. Zestien landenteams namen deel aan het toernooi. Hongarije won het toernooi door in de finale Spanje te verslaan. De derde plaats ging naar Montenegro, dat Kroatie versloeg in de strijd om de bronzen medaille. Nederland eindigde als vijftiende. De winnaar van het toernooi kwalificeerde zich voor de Olympische Zomerspelen 2020

## Gekwalificeerde teams
Het toernooi telde zestien deelnemende landenteams die zich als volgt hebben geplaatst:
- Het gastland
- De beste zeven teams van het Europees kampioenschap 2018
- Acht teams die zich hebben geplaatst via de Europese kwalificatietoernooien

| Competitie                           | Data               | Locatie          | Aantal plaatsen | Gekwalificeerd                                                         |
| ------------------------------------ | ------------------ | ---------------- | --------------- | ---------------------------------------------------------------------- |
| Gastland                             | 9 juli 2016        | –                | 1               | Hongarije                                                              |
| Europees kampioenschap 2018          | 14–27 juli 2018    | Barcelona        | 7               | Servië Spanje Kroatië Italië Griekenland Montenegro Rusland            |
| Europese kwalificatietoernooien 2018 | 11–13 oktober 2019 | diverse plaatsen | 8               | Georgië Duitsland Slowakije Frankrijk Roemenië Malta Turkije Nederland |

## Groepsfase
De zestien teams waren verdeeld over vier groepen van vier teams elk. Het eerste team van elke groep plaatste zich direct voor de kwartfinales. De teams op de tweede en derde plaats in de groep speelden playoffs tegen elkaar in cross-groep-format om zich voor de kwartfinales te plaatsen. De resterende teams speelden voor de plaatsen negen t/m twaalf.  In de knock-outfase speelden de verliezende teams van elke ronde tegen elkaar om de overgebleven plaatsen achter de winnende teams.
Alle tijden zijn lokaal (UTC+1).

### Groep A
| Pos | Team       | Wed | W | G | V | Ptn | DV | DT | +/− | Kwalificatie                |
| --- | ---------- | --- | - | - | - | --- | -- | -- | --- | --------------------------- |
| 1   | Kroatië    | 3   | 3 | 0 | 0 | 9   | 44 | 23 | +21 | Kwartfinales                |
| 2   | Montenegro | 3   | 2 | 0 | 1 | 6   | 35 | 18 | +17 | Play-offs                   |
| 3   | Duitsland  | 3   | 1 | 0 | 2 | 3   | 20 | 32 | −12 | Play-offs                   |
| 4   | Slowakije  | 3   | 0 | 0 | 3 | 0   | 13 | 39 | −26 | Halve finales 13–16e plaats |

| 14 januari 11:30 | verslag | Slowakije                              | 4–15  | Montenegro | Donau-arena, Boedapest Scheidsrechters: Levan Berishvili (GEO) Sébastien Dervieux (FRA) |
| 14 januari 11:30 | verslag | Scores in periodes: 2–1, 0–6, 1–4, 1–4 |       |            | Donau-arena, Boedapest Scheidsrechters: Levan Berishvili (GEO) Sébastien Dervieux (FRA) |
| 14 januari 11:30 | verslag | vier spelers 1                         | Goals | Ivović 4   | Donau-arena, Boedapest Scheidsrechters: Levan Berishvili (GEO) Sébastien Dervieux (FRA) |

| 14 januari 14:30 | verslag | Duitsland                              | 9–17  | Kroatië | Donau-arena, Boedapest Scheidsrechters: Sergey Naumov (RUS) Raffaele Colombo (ITA) |
| 14 januari 14:30 | verslag | Scores in periodes: 2–1, 2–6, 1–6, 4–4 |       |         | Donau-arena, Boedapest Scheidsrechters: Sergey Naumov (RUS) Raffaele Colombo (ITA) |
| 14 januari 14:30 | verslag | Restović 3                             | Goals | Miloš 3 | Donau-arena, Boedapest Scheidsrechters: Sergey Naumov (RUS) Raffaele Colombo (ITA) |

| 16 januari 10:00 | verslag | Duitsland                              | 8–5   | Slowakije      | Donau-arena, Boedapest Scheidsrechters: Levan Berishvili (GEO) Ivan Rakovic (SRB) |
| 16 januari 10:00 | verslag | Scores in periodes: 4–1, 1–2, 3–2, 0–0 |       |                | Donau-arena, Boedapest Scheidsrechters: Levan Berishvili (GEO) Ivan Rakovic (SRB) |
| 16 januari 10:00 | verslag | Real 3                                 | Goals | vijf spelers 1 | Donau-arena, Boedapest Scheidsrechters: Levan Berishvili (GEO) Ivan Rakovic (SRB) |

| 16 januari 20:30 | verslag | Montenegro                             | 11–11 | Kroatië | Donau-arena, Boedapest Scheidsrechters: Sergey Naumov (RUS) Raffaele Colombo (ITA) |
| 16 januari 20:30 | verslag | Scores in periodes: 1–2, 2–4, 2–4, 6–1 |       |         | Donau-arena, Boedapest Scheidsrechters: Sergey Naumov (RUS) Raffaele Colombo (ITA) |
| 16 januari 20:30 | verslag | Brguljan 3                             | Goals | Bukić 3 | Donau-arena, Boedapest Scheidsrechters: Sergey Naumov (RUS) Raffaele Colombo (ITA) |

| 18 januari 16:00 | verslag | Slowakije                              | 4–16  | Kroatië  | Donau-arena, Boedapest Scheidsrechters: Svetlana Dreval (RUS) Georgios Stavridis (GRE) |
| 18 januari 16:00 | verslag | Scores in periodes: 0–3, 2–4, 1–4, 1–5 |       |          | Donau-arena, Boedapest Scheidsrechters: Svetlana Dreval (RUS) Georgios Stavridis (GRE) |
| 18 januari 16:00 | verslag | vier spelers 1                         | Goals | Bušlje 5 | Donau-arena, Boedapest Scheidsrechters: Svetlana Dreval (RUS) Georgios Stavridis (GRE) |

| 18 januari 17:30 | verslag | Duitsland                              | 3–10  | Montenegro     | Donau-arena, Boedapest Scheidsrechters: Raffaele Colombo (ITA) Matan Schwartz (ISR) |
| 18 januari 17:30 | verslag | Scores in periodes: 1–2, 0–3, 1–3, 1–2 |       |                | Donau-arena, Boedapest Scheidsrechters: Raffaele Colombo (ITA) Matan Schwartz (ISR) |
| 18 januari 17:30 | verslag | Gielen 2                               | Goals | vier spelers 2 | Donau-arena, Boedapest Scheidsrechters: Raffaele Colombo (ITA) Matan Schwartz (ISR) |

### Groep B
| Pos | Team      | Wed | W | G | V | Ptn | DV | DT | +/− | Kwalificatie                |
| --- | --------- | --- | - | - | - | --- | -- | -- | --- | --------------------------- |
| 1   | Servië    | 3   | 3 | 0 | 0 | 9   | 39 | 20 | +19 | Kwartfinales                |
| 2   | Rusland   | 3   | 1 | 0 | 2 | 3   | 34 | 33 | +1  | Play-offs                   |
| 3   | Roemenië  | 3   | 1 | 0 | 2 | 3   | 26 | 34 | −8  | Play-offs                   |
| 4   | Nederland | 3   | 1 | 0 | 2 | 3   | 22 | 34 | −12 | Halve finales 13–16e plaats |

| 14 januari 10:00 | verslag | Roemenië                               | 8–9   | Nederland     | Donau-arena, Boedapest Scheidsrechters: Robert Tiozzo (CRO) Gernot Haentschel (GER) |
| 14 januari 10:00 | verslag | Scores in periodes: 2–2, 2–3, 4–1, 0–3 |       |               | Donau-arena, Boedapest Scheidsrechters: Robert Tiozzo (CRO) Gernot Haentschel (GER) |
| 14 januari 10:00 | verslag | Gheorghe 3                             | Goals | Winkelhorst 3 | Donau-arena, Boedapest Scheidsrechters: Robert Tiozzo (CRO) Gernot Haentschel (GER) |

| 14 januari 17:30 | verslag | Servië                                 | 13–9  | Rusland    | Donau-arena, Boedapest Scheidsrechters: Carlos Ortega (ESP) Róbert Horváth (SVK) |
| 14 januari 17:30 | verslag | Scores in periodes: 3–1, 4–3, 2–3, 4–2 |       |            | Donau-arena, Boedapest Scheidsrechters: Carlos Ortega (ESP) Róbert Horváth (SVK) |
| 14 januari 17:30 | verslag | Prlainović 4                           | Goals | Merkulov 3 | Donau-arena, Boedapest Scheidsrechters: Carlos Ortega (ESP) Róbert Horváth (SVK) |

| 16 januari 13:00 | verslag | Roemenië                               | 7–15  | Servië   | Donau-arena, Boedapest Scheidsrechters: Erkan Turkkan (TUR) Peter Balzan (MLT) |
| 16 januari 13:00 | verslag | Scores in periodes: 3-5, 1-1, 1-5, 2-4 |       |          | Donau-arena, Boedapest Scheidsrechters: Erkan Turkkan (TUR) Peter Balzan (MLT) |
| 16 januari 13:00 | verslag | Radu,Oanta 2                           | Goals | Mandić 4 | Donau-arena, Boedapest Scheidsrechters: Erkan Turkkan (TUR) Peter Balzan (MLT) |

| 16 januari 14:30 | verslag | Rusland                                | 15–9  | Nederland                      | Donau-arena, Boedapest Scheidsrechters: Gernot Haentschel (GER) Matan Schwartz |
| 16 januari 14:30 | verslag | Scores in periodes: 3-2, 5-1, 3-2, 4-4 |       |                                | Donau-arena, Boedapest Scheidsrechters: Gernot Haentschel (GER) Matan Schwartz |
| 16 januari 14:30 | verslag | Kharkov 6                              | Goals | Winkelhorst,Lindhout,Koopman 2 | Donau-arena, Boedapest Scheidsrechters: Gernot Haentschel (GER) Matan Schwartz |

| 18 januari 11:30 | verslag | Roemenië                               | 11–10 | Rusland   | Donau-arena, Boedapest Scheidsrechters: Boris Margeta (SLO) Veselin Mišković (MNE) |
| 18 januari 11:30 | verslag | Scores in periodes: 3–3, 3–2, 2–0, 3–5 |       |           | Donau-arena, Boedapest Scheidsrechters: Boris Margeta (SLO) Veselin Mišković (MNE) |
| 18 januari 11:30 | verslag | Gheorghe 4                             | Goals | Lisunov 3 | Donau-arena, Boedapest Scheidsrechters: Boris Margeta (SLO) Veselin Mišković (MNE) |

| 18 januari 20:30 | verslag | Servië                                 | 11–4  | Nederland  | Donau-arena, Boedapest Scheidsrechters: Gernot Häntschel (GER) Erkan Turkkan (TUR) |
| 18 januari 20:30 | verslag | Scores in periodes: 0–1, 3–1, 5–2, 3–0 |       |            | Donau-arena, Boedapest Scheidsrechters: Gernot Häntschel (GER) Erkan Turkkan (TUR) |
| 18 januari 20:30 | verslag | Mandić 3                               | Goals | Lindhout 2 | Donau-arena, Boedapest Scheidsrechters: Gernot Häntschel (GER) Erkan Turkkan (TUR) |

### Groep C
| Pos | Team      | Wed | W | G | V | Ptn | DV | DT | +/− | Kwalificatie                |
| --- | --------- | --- | - | - | - | --- | -- | -- | --- | --------------------------- |
| 1   | Hongarije | 3   | 2 | 1 | 0 | 7   | 56 | 16 | +40 | Kwartfinales                |
| 2   | Spanje    | 3   | 2 | 1 | 0 | 7   | 58 | 25 | +33 | Play-offs                   |
| 3   | Turkije   | 3   | 1 | 0 | 2 | 3   | 25 | 53 | −28 | Play-offs                   |
| 4   | Malta     | 3   | 0 | 0 | 3 | 0   | 17 | 62 | −45 | Halve finales 13–16e plaats |

| 14 januari 13:00 | verslag | Malta                                  | 7–23  | Spanje     | Donau-arena, Boedapest Scheidsrechters: Diana Dutilh-Dumas (NED) Georgios Stavridis (GRE) |
| 14 januari 13:00 | verslag | Scores in periodes: 3–4, 2–6, 0–7, 2–6 |       |            | Donau-arena, Boedapest Scheidsrechters: Diana Dutilh-Dumas (NED) Georgios Stavridis (GRE) |
| 14 januari 13:00 | verslag | S. Camilleri 3                         | Goals | Munarriz 5 | Donau-arena, Boedapest Scheidsrechters: Diana Dutilh-Dumas (NED) Georgios Stavridis (GRE) |

| 14 januari 19:00 | verslag | Turkije                                | 5–19  | Hongarije  | Donau-arena, Boedapest Scheidsrechters: Luis Santos (POR) Ivan Raković (SRB) |
| 14 januari 19:00 | verslag | Scores in periodes: 4–4, 0–4, 1–3, 0–8 |       |            | Donau-arena, Boedapest Scheidsrechters: Luis Santos (POR) Ivan Raković (SRB) |
| 14 januari 19:00 | verslag | Özbek, Yenigün 2                       | Goals | Manhercz 4 | Donau-arena, Boedapest Scheidsrechters: Luis Santos (POR) Ivan Raković (SRB) |

| 16 januari 11:30 | verslag | Malta                                  | 10–13 | Turkije  | Donau-arena, Boedapest Scheidsrechters: Georgios Stavridis (GRE) Sebastien Dervieux (FRA) |
| 16 januari 11:30 | verslag | Scores in periodes: 1–5, 3–4, 2–1, 4–3 |       |          | Donau-arena, Boedapest Scheidsrechters: Georgios Stavridis (GRE) Sebastien Dervieux (FRA) |
| 16 januari 11:30 | verslag | Plumpton 5                             | Goals | Sönmez 3 | Donau-arena, Boedapest Scheidsrechters: Georgios Stavridis (GRE) Sebastien Dervieux (FRA) |

| 16 januari 19:00 | verslag | Hongarije                              | 11–11 | Spanje    | Donau-arena, Boedapest Scheidsrechters: Adrian Alexandrescu (ROU) Michiel Zwart (NED) |
| 16 januari 19:00 | verslag | Scores in periodes: 4–2, 1–2, 3–4, 3–3 |       |           | Donau-arena, Boedapest Scheidsrechters: Adrian Alexandrescu (ROU) Michiel Zwart (NED) |
| 16 januari 19:00 | verslag | Vámos 3                                | Goals | Perrone 4 | Donau-arena, Boedapest Scheidsrechters: Adrian Alexandrescu (ROU) Michiel Zwart (NED) |

| 18 januari 10:00 | verslag | Turkije                                | 7–24  | Spanje     | Donau-arena, Boedapest Scheidsrechters: Levan Berishvili (GEO) Radosław Koryzna (POL) |
| 18 januari 10:00 | verslag | Scores in periodes: 3–5, 1–6, 1–8, 2–5 |       |            | Donau-arena, Boedapest Scheidsrechters: Levan Berishvili (GEO) Radosław Koryzna (POL) |
| 18 januari 10:00 | verslag | Yutmaz 3                               | Goals | Munarriz 5 | Donau-arena, Boedapest Scheidsrechters: Levan Berishvili (GEO) Radosław Koryzna (POL) |

| 18 januari 19:00 | verslag | Malta                                  | 0–26  | Hongarije | Donau-arena, Boedapest Scheidsrechters: Ivan Raković (SRB) Diana Dutilh-Dumas (NED) |
| 18 januari 19:00 | verslag | Scores in periodes: 0–6, 0–7, 0–8, 0–5 |       |           | Donau-arena, Boedapest Scheidsrechters: Ivan Raković (SRB) Diana Dutilh-Dumas (NED) |
| 18 januari 19:00 | verslag |                                        | Goals | Zalanki 7 | Donau-arena, Boedapest Scheidsrechters: Ivan Raković (SRB) Diana Dutilh-Dumas (NED) |

### Groep D
| Pos | Team        | Wed | W | G | V | Ptn | DV | DT | +/− | Kwalificatie                |
| --- | ----------- | --- | - | - | - | --- | -- | -- | --- | --------------------------- |
| 1   | Italië      | 3   | 3 | 0 | 0 | 9   | 38 | 19 | +19 | Kwartfinales                |
| 2   | Griekenland | 3   | 2 | 0 | 1 | 6   | 35 | 30 | +5  | Play-offs                   |
| 3   | Georgië     | 3   | 1 | 0 | 2 | 3   | 25 | 42 | −17 | Play-offs                   |
| 4   | Frankrijk   | 3   | 0 | 0 | 3 | 0   | 24 | 31 | −7  | Halve finales 13–16e plaats |

| 14 januari 16:00 | verslag | Frankrijk                              | 7–9   | Georgië    | Donau-arena, Boedapest Scheidsrechters: Radosław Koryzna (POL), Erkan Turkkan (TUR) |
| 14 januari 16:00 | verslag | Scores in periodes: 3–2, 2–3, 1–2, 1–2 |       |            | Donau-arena, Boedapest Scheidsrechters: Radosław Koryzna (POL), Erkan Turkkan (TUR) |
| 14 januari 16:00 | verslag | Izdinsky, Vernoux 2                    | Goals | Vapenski 3 | Donau-arena, Boedapest Scheidsrechters: Radosław Koryzna (POL), Erkan Turkkan (TUR) |

| 14 januari 20:30 | verslag | Italië                                 | 10–6  | Griekenland   | Donau-arena, Boedapest Scheidsrechters: György Kun (HUN), Veselin Mišković (MNE) |
| 14 januari 20:30 | verslag | Scores in periodes: 1–2, 3–2, 3–1, 3–1 |       |               | Donau-arena, Boedapest Scheidsrechters: György Kun (HUN), Veselin Mišković (MNE) |
| 14 januari 20:30 | verslag | drie spelers 2                         | Goals | zes spelers 1 | Donau-arena, Boedapest Scheidsrechters: György Kun (HUN), Veselin Mišković (MNE) |

| 16 januari 16:00 | verslag | Griekenland                            | 17–10 | Georgië           | Donau-arena, Boedapest Scheidsrechters: Gabriella Várkonyi (HUN) Robert Tiozzo (CRO) |
| 16 januari 16:00 | verslag | Scores in periodes: 5–1, 6–1, 2–4, 4–4 |       |                   | Donau-arena, Boedapest Scheidsrechters: Gabriella Várkonyi (HUN) Robert Tiozzo (CRO) |
| 16 januari 16:00 | verslag | Fountoulis 4                           | Goals | Rurua, Vapenski 2 | Donau-arena, Boedapest Scheidsrechters: Gabriella Várkonyi (HUN) Robert Tiozzo (CRO) |

| 16 januari 17:30 | verslag | Frankrijk                              | 7–10  | Italië                | Donau-arena, Boedapest Scheidsrechters: Carlos Ortega (ESP) Luis Santos (POR) |
| 16 januari 17:30 | verslag | Scores in periodes: 2–3, 1–3, 2–3, 2–1 |       |                       | Donau-arena, Boedapest Scheidsrechters: Carlos Ortega (ESP) Luis Santos (POR) |
| 16 januari 17:30 | verslag | Vernoux 2                              | Goals | Di Fulvio, Figlioli 3 | Donau-arena, Boedapest Scheidsrechters: Carlos Ortega (ESP) Luis Santos (POR) |

| 18 januari 13:00 | verslag | Frankrijk                              | 10–12 | Griekenland    | Donau-arena, Boedapest Scheidsrechters: György Kun (HUN) Carlos Ortega (ESP) |
| 18 januari 13:00 | verslag | Scores in periodes: 1–3, 1–3, 6–3, 2–3 |       |                | Donau-arena, Boedapest Scheidsrechters: György Kun (HUN) Carlos Ortega (ESP) |
| 18 januari 13:00 | verslag | Crousillat, Marzouki 2                 | Goals | Vlachopoulos 5 | Donau-arena, Boedapest Scheidsrechters: György Kun (HUN) Carlos Ortega (ESP) |

| 18 januari 14:30 | verslag | Italië                                 | 18–6  | Georgië         | Donau-arena, Boedapest Scheidsrechters: Róbert Horváth (SVK) Robert Tiozzo (CRO) |
| 18 januari 14:30 | verslag | Scores in periodes: 4–1, 3–2, 5–3, 6–0 |       |                 | Donau-arena, Boedapest Scheidsrechters: Róbert Horváth (SVK) Robert Tiozzo (CRO) |
| 18 januari 14:30 | verslag | drie spelers 3                         | Goals | Magrakvelidze 2 | Donau-arena, Boedapest Scheidsrechters: Róbert Horváth (SVK) Robert Tiozzo (CRO) |

## Knock-outfase

### Wedstrijdenschema
|  | Play-offs   | Play-offs  |                 |    | Kwartfinales | Kwartfinales |   |  | Halve finales | Halve finales |  |  | Finale | Finale |
|  |             |            |                 |    |              |              |   |  |               |               |  |  |        |        |
|  |             |            |                 |    |              |              |   |  |               |               |  |  |        |        |
|  |             |            |                 |    |              |              |   |  |               |               |  |  |        |        |
|  |             |            |                 |    |              |              |   |  |               |               |  |  |        |        |
|  | 22 januari  |            |                 |    |              |              |   |  |               |               |  |  |        |        |
|  |             |            |                 |    |              |              |   |  |               |               |  |  |        |        |
|  | Italië      | 8          |                 |    |              |              |   |  |               |               |  |  |        |        |
|  | Italië      | 8          | 20 januari      |    |              |              |   |  |               |               |  |  |        |        |
|  |             |            | Montenegro      | 10 |              |              |   |  |               |               |  |  |        |        |
|  | Montenegro  | 17         | Montenegro      | 10 |              |              |   |  |               |               |  |  |        |        |
|  | Montenegro  | 17         | 24 januari      |    |              |              |   |  |               |               |  |  |        |        |
|  | Turkije     | 6          |                 |    |              |              |   |  |               |               |  |  |        |        |
|  | Turkije     | 6          | Montenegro      | 8  |              |              |   |  |               |               |  |  |        |        |
|  |             |            | Montenegro      | 8  |              |              |   |  |               |               |  |  |        |        |
|  |             | Hongarije  | 10              |    |              |              |   |  |               |               |  |  |        |        |
|  |             | Hongarije  | 10              |    |              |              |   |  |               |               |  |  |        |        |
|  | 22 januari  |            |                 |    |              |              |   |  |               |               |  |  |        |        |
|  |             |            |                 |    |              |              |   |  |               |               |  |  |        |        |
|  | Hongarije   | 14         |                 |    |              |              |   |  |               |               |  |  |        |        |
|  | Hongarije   | 14         | 20 januari      |    |              |              |   |  |               |               |  |  |        |        |
|  |             |            | Rusland         | 10 |              |              |   |  |               |               |  |  |        |        |
|  | Rusland     | 14         | Rusland         | 10 |              |              |   |  |               |               |  |  |        |        |
|  | Rusland     | 14         | 26 januari      |    |              |              |   |  |               |               |  |  |        |        |
|  | Georgië     | 13         |                 |    |              |              |   |  |               |               |  |  |        |        |
|  | Georgië     | 13         | Hongarije (PSO) | 14 |              |              |   |  |               |               |  |  |        |        |
|  |             |            | Hongarije (PSO) | 14 |              |              |   |  |               |               |  |  |        |        |
|  |             | Spanje     | 13              |    |              |              |   |  |               |               |  |  |        |        |
|  |             | Spanje     | 13              |    |              |              |   |  |               |               |  |  |        |        |
|  | 22 januari  |            |                 |    |              |              |   |  |               |               |  |  |        |        |
|  |             |            |                 |    |              |              |   |  |               |               |  |  |        |        |
|  | Servië      | 9          |                 |    |              |              |   |  |               |               |  |  |        |        |
|  | Servië      | 9          | 20 januari      |    |              |              |   |  |               |               |  |  |        |        |
|  |             |            | Spanje (PSO)    | 10 |              |              |   |  |               |               |  |  |        |        |
|  | Duitsland   | 6          | Spanje (PSO)    | 10 |              |              |   |  |               |               |  |  |        |        |
|  | Duitsland   | 6          | 24 januari      |    |              |              |   |  |               |               |  |  |        |        |
|  | Spanje      | 12         |                 |    |              |              |   |  |               |               |  |  |        |        |
|  | Spanje      | 12         | Spanje          | 9  |              |              |   |  |               |               |  |  |        |        |
|  |             |            | Spanje          | 9  |              |              |   |  |               |               |  |  |        |        |
|  |             | Kroatië    | 8               |    | Derde plaats | Derde plaats |   |  |               |               |  |  |        |        |
|  |             | Kroatië    | 8               |    | Derde plaats | Derde plaats |   |  |               |               |  |  |        |        |
|  | 22 januari  | 22 januari |                 |    | 26 januari   | 26 januari   |   |  |               |               |  |  |        |        |
|  | 22 januari  | 22 januari |                 |    | 26 januari   | 26 januari   |   |  |               |               |  |  |        |        |
|  | Kroatië     | 14         | Montenegro      | 10 |              |              |   |  |               |               |  |  |        |        |
|  | Kroatië     | 14         | Montenegro      | 10 | 20 januari   |              |   |  |               |               |  |  |        |        |
|  |             |            | Griekenland     | 11 |              | Kroatië      | 9 |  |               |               |  |  |        |        |
|  | Roemenië    | 7          | Griekenland     | 11 |              | Kroatië      | 9 |  |               |               |  |  |        |        |
|  | Roemenië    | 7          |                 |    |              |              |   |  |               |               |  |  |        |        |
|  | Griekenland | 14         |                 |    |              |              |   |  |               |               |  |  |        |        |
|  | Griekenland | 14         |                 |    |              |              |   |  |               |               |  |  |        |        |

Wedstrijdenschema voor de 5e plaats
|  | 5–8e plaats | 5–8e plaats |            |    | 5e plaats | 5e plaats |
|  |             |             |            |    |           |           |
|  | 24 januari  |             |            |    |           |           |
|  |             |             |            |    |           |           |
|  | Italië      | 14          |            |    |           |           |
|  | Italië      | 14          | 26 januari |    |           |           |
|  | Rusland     | 12          |            |    |           |           |
|  | Rusland     | 12          | Italië     | 7  |           |           |
|  | 24 januari  |             | Italië     | 7  |           |           |
|  |             | Servië      | 8          |    |           |           |
|  | Servië      | Servië      | 8          | 12 |           |           |
|  | Servië      |             |            | 12 |           |           |
|  | Griekenland | 9           |            |    |           |           |
|  | Griekenland | 9           | 7e plaats  |    |           |           |
|  |             |             |            |    |           |           |
|  | 26 januari  |             |            |    |           |           |
|  |             |             |            |    |           |           |
|  | Rusland     | 9           |            |    |           |           |
|  | Rusland     | 9           |            |    |           |           |
|  | Griekenland | 11          |            |    |           |           |

Wedstrijdenschema voor de 9e plaats
|  | Halve finales 9–12e plaats | Halve finales 9–12e plaats |            |    | 9e plaats | 9e plaats |
|  |                            |                            |            |    |           |           |
|  | 22 januari                 |                            |            |    |           |           |
|  |                            |                            |            |    |           |           |
|  | Turkije                    | 6                          |            |    |           |           |
|  | Turkije                    | 6                          | 24 januari |    |           |           |
|  | Georgië                    | 12                         |            |    |           |           |
|  | Georgië                    | 12                         | Georgië    | 8  |           |           |
|  | 22 januari                 |                            | Georgië    | 8  |           |           |
|  |                            | Duitsland                  | 9          |    |           |           |
|  | Duitsland                  | Duitsland                  | 9          | 15 |           |           |
|  | Duitsland                  |                            |            | 15 |           |           |
|  | Roemenië                   | 10                         |            |    |           |           |
|  | Roemenië                   | 10                         | 11e plaats |    |           |           |
|  |                            |                            |            |    |           |           |
|  | 24 januari                 |                            |            |    |           |           |
|  |                            |                            |            |    |           |           |
|  | Turkije                    | 3                          |            |    |           |           |
|  | Turkije                    | 3                          |            |    |           |           |
|  | Roemenië                   | 20                         |            |    |           |           |

Wedstrijdenschema voor de 13e plaats
|  | Halve finales 13–16e plaats | Halve finales 13–16e plaats |            |   | 13e plaats | 13e plaats |
|  |                             |                             |            |   |            |            |
|  | 20 januari                  |                             |            |   |            |            |
|  |                             |                             |            |   |            |            |
|  | Slowakije                   | 8                           |            |   |            |            |
|  | Slowakije                   | 8                           | 22 januari |   |            |            |
|  | Malta                       | 4                           |            |   |            |            |
|  | Malta                       | 4                           | Slowakije  | 6 |            |            |
|  | 20 januari                  |                             | Slowakije  | 6 |            |            |
|  |                             | Frankrijk                   | 9          |   |            |            |
|  | Nederland                   | Frankrijk                   | 9          | 8 |            |            |
|  | Nederland                   |                             |            | 8 |            |            |
|  | Frankrijk                   | 9                           |            |   |            |            |
|  | Frankrijk                   | 9                           | 15e plaats |   |            |            |
|  |                             |                             |            |   |            |            |
|  | 22 januari                  |                             |            |   |            |            |
|  |                             |                             |            |   |            |            |
|  | Malta                       | 9                           |            |   |            |            |
|  | Malta                       | 9                           |            |   |            |            |
|  | Nederland                   | 19                          |            |   |            |            |

### Play-offs
| 20 januari 14:30 | verslag | Montenegro                             | 17–6  | Turkije          | Donau-arena, Boedapest Scheidsrechters: Georgios Stavridis (GRE) Gabriella Varkonyi (Hun) |
| 20 januari 14:30 | verslag | Scores in periodes: 3–1, 5–1, 5–0, 4–4 |       |                  | Donau-arena, Boedapest Scheidsrechters: Georgios Stavridis (GRE) Gabriella Varkonyi (Hun) |
| 20 januari 14:30 | verslag | Ivović 3                               | Goals | Özbek, Yenigün 2 | Donau-arena, Boedapest Scheidsrechters: Georgios Stavridis (GRE) Gabriella Varkonyi (Hun) |

| 20 januari 16:00 | verslag | Duitsland                              | 6–12  | Spanje     | Donau-arena, Boedapest Scheidsrechters: Svetlana Dreval (RUS) Boris Margeta (SLO) |
| 20 januari 16:00 | verslag | Scores in periodes: 1–1, 3–6, 0–3, 2–2 |       |            | Donau-arena, Boedapest Scheidsrechters: Svetlana Dreval (RUS) Boris Margeta (SLO) |
| 20 januari 16:00 | verslag | Real 2                                 | Goals | Granados 5 | Donau-arena, Boedapest Scheidsrechters: Svetlana Dreval (RUS) Boris Margeta (SLO) |

| 20 januari 17:30 | verslag | Rusland                                | 14–13 | Georgië           | Donau-arena, Boedapest Scheidsrechters: Michiel Zwart (NED) Sébastien Dervieux (FRA) |
| 20 januari 17:30 | verslag | Scores in periodes: 6–4, 3–2, 2–4, 3–3 |       |                   | Donau-arena, Boedapest Scheidsrechters: Michiel Zwart (NED) Sébastien Dervieux (FRA) |
| 20 januari 17:30 | verslag | Bychkov 5                              | Goals | Baraldi, Jelaca 3 | Donau-arena, Boedapest Scheidsrechters: Michiel Zwart (NED) Sébastien Dervieux (FRA) |

| 20 januari 19:00 | verslag | Georgië                                | 7–14  | Griekenland   | Donau-arena, Boedapest Scheidsrechters: Sergey Naumov (RUS) Raffaele Colombo (ITA) |
| 20 januari 19:00 | verslag | Scores in periodes: 3–1, 2–3, 0–6, 2–4 |       |               | Donau-arena, Boedapest Scheidsrechters: Sergey Naumov (RUS) Raffaele Colombo (ITA) |
| 20 januari 19:00 | verslag | Negrean 2                              | Goals | Genidounias 6 | Donau-arena, Boedapest Scheidsrechters: Sergey Naumov (RUS) Raffaele Colombo (ITA) |

### Kwartfinales
| 22 januari 16:00 | verslag | Italië                                 | 8–10  | Montenegro | Donau-arena, Boedapest Scheidsrechters: Michel Zwart (NED) Georgios Stavridis (GRE) |
| 22 januari 16:00 | verslag | Scores in periodes: 3–3, 3–4, 1–2, 1–1 |       |            | Donau-arena, Boedapest Scheidsrechters: Michel Zwart (NED) Georgios Stavridis (GRE) |
| 22 januari 16:00 | verslag | Figari 2                               | Goals | Petković 4 | Donau-arena, Boedapest Scheidsrechters: Michel Zwart (NED) Georgios Stavridis (GRE) |

| 22 januari 17:30 | verslag | Servië                                            | 9–10  | Spanje              | Donau-arena, Boedapest Scheidsrechters: Adrian Alexandrescu (ROU) Raffaele Colombo (ITA) |
| 22 januari 17:30 | verslag | Scores in periodes: 2–1, 1–4, 2–1, 1–0 . PSO: 3–4 |       |                     | Donau-arena, Boedapest Scheidsrechters: Adrian Alexandrescu (ROU) Raffaele Colombo (ITA) |
| 22 januari 17:30 | verslag | Mandić 3                                          | Goals | Perrone, Sanahuja 2 | Donau-arena, Boedapest Scheidsrechters: Adrian Alexandrescu (ROU) Raffaele Colombo (ITA) |

| 22 januari 19:00 | verslag | Hongarije                              | 14–10 | Rusland    | Donau-arena, Boedapest Scheidsrechters: Radoslaw Koryzna (POL) Matan Schwartz (ISR) |
| 22 januari 19:00 | verslag | Scores in periodes: 3–3, 3–4, 1–2, 1–1 |       |            | Donau-arena, Boedapest Scheidsrechters: Radoslaw Koryzna (POL) Matan Schwartz (ISR) |
| 22 januari 19:00 | verslag | Figari 2                               | Goals | Petković 4 | Donau-arena, Boedapest Scheidsrechters: Radoslaw Koryzna (POL) Matan Schwartz (ISR) |

| 22 januari 20:30 | verslag | Kroatië                                | 14–11 | Griekenland    | Donau-arena, Boedapest Scheidsrechters: Boris Margeta (SLO) Sebastien Dervieux (FRA) |
| 22 januari 20:30 | verslag | Scores in periodes: 6–3, 4–3, 3–3, 1–2 |       |                | Donau-arena, Boedapest Scheidsrechters: Boris Margeta (SLO) Sebastien Dervieux (FRA) |
| 22 januari 20:30 | verslag | Joković 4                              | Goals | Vlachopoulos 3 | Donau-arena, Boedapest Scheidsrechters: Boris Margeta (SLO) Sebastien Dervieux (FRA) |

### Halve finales 13–16e plaats
| 20 januari 11:30 | verslag | Slowakije                              | 8–4   | Malta          | Donau-arena, Boedapest Scheidsrechters: Adrian Alexandrescu(ROU) Gyorgy Kun(Hun) |
| 20 januari 11:30 | verslag | Scores in periodes: 3–1, 2–1, 1–2, 2–0 |       |                | Donau-arena, Boedapest Scheidsrechters: Adrian Alexandrescu(ROU) Gyorgy Kun(Hun) |
| 20 januari 11:30 | verslag | Zaťovič 4                              | Goals | S. Camilleri 4 | Donau-arena, Boedapest Scheidsrechters: Adrian Alexandrescu(ROU) Gyorgy Kun(Hun) |

| 20 januari 13:00 | verslag | Nederland                              | 8–9   | Frankrijk  | Donau-arena, Boedapest Scheidsrechters: Giuliana Nicolosi(ITA) Ivan Rakovic(SRB) |
| 20 januari 13:00 | verslag | Scores in periodes: 3–3, 2–2, 1–2, 2–2 |       |            | Donau-arena, Boedapest Scheidsrechters: Giuliana Nicolosi(ITA) Ivan Rakovic(SRB) |
| 20 januari 13:00 | verslag | Gottemaker, Winkelhorst 2              | Goals | Marzouki 4 | Donau-arena, Boedapest Scheidsrechters: Giuliana Nicolosi(ITA) Ivan Rakovic(SRB) |

### Halve finales 9–12e plaats
| 22 januari 13:00 | verslag | Turkije                                | 6–12  | Georgië              | Donau-arena, Boedapest Scheidsrechters: Carlos Ortega (ESP) Sergey Naumov (RUS) |
| 22 januari 13:00 | verslag | Scores in periodes: 1–4, 2–2, 1–4, 2–2 |       |                      | Donau-arena, Boedapest Scheidsrechters: Carlos Ortega (ESP) Sergey Naumov (RUS) |
| 22 januari 13:00 | verslag | Yenigün, Acar 2                        | Goals | Bitadze, Bakaturia 3 | Donau-arena, Boedapest Scheidsrechters: Carlos Ortega (ESP) Sergey Naumov (RUS) |

| 22 januari 14:30 |                                        | Duitsland | 15–10          | Roemenië | Donau-arena, Boedapest Scheidsrechters: Veselin Miskovic (MEN) Gyorgy Kun (HUN) |
| 22 januari 14:30 | Scores in periodes: 5-1, 2-5, 5-1, 3-3 |           |                |          | Donau-arena, Boedapest Scheidsrechters: Veselin Miskovic (MEN) Gyorgy Kun (HUN) |
| 22 januari 14:30 | Strelezkij, Stamn 4                    | Goals     | drie spelers 2 |          | Donau-arena, Boedapest Scheidsrechters: Veselin Miskovic (MEN) Gyorgy Kun (HUN) |

### Halve finales 5–8e plaats
| 24 januari 14:30 | verslag | Italië                                 | 14–12 | Rusland            | Donau-arena, Boedapest Scheidsrechters: Levan Berishvili (GEO) Sébastien Dervieux (FRA) |
| 24 januari 14:30 | verslag | Scores in periodes: 5–3, 4–4, 3–1, 2–4 |       |                    | Donau-arena, Boedapest Scheidsrechters: Levan Berishvili (GEO) Sébastien Dervieux (FRA) |
| 24 januari 14:30 | verslag | Aicardi 3                              | Goals | Bychkov, Kharkov 3 | Donau-arena, Boedapest Scheidsrechters: Levan Berishvili (GEO) Sébastien Dervieux (FRA) |

| 24 januari 16:00 | verslag | Servië                                 | 12–9  | Griekenland    | Donau-arena, Boedapest Scheidsrechters: Radosław Koryzna (POL) Carlos Ortega (ESP) |
| 24 januari 16:00 | verslag | Scores in periodes: 3–3, 3–2, 4–2, 2–2 |       |                | Donau-arena, Boedapest Scheidsrechters: Radosław Koryzna (POL) Carlos Ortega (ESP) |
| 24 januari 16:00 | verslag | Dedović, S. Mitrović 3                 | Goals | Vlachopoulos 3 | Donau-arena, Boedapest Scheidsrechters: Radosław Koryzna (POL) Carlos Ortega (ESP) |

### Halve finales
| 24 januari 17:30 | verslag | Spanje                                 | 9–8   | Kroatië | Donau-arena, Boedapest Scheidsrechters: Boris Margeta (SLO) Sergey Naumov (RUS) |
| 24 januari 17:30 | verslag | Scores in periodes: 0–1, 4–3, 2–2, 3–2 |       |         | Donau-arena, Boedapest Scheidsrechters: Boris Margeta (SLO) Sergey Naumov (RUS) |
| 24 januari 17:30 | verslag | Munarriz 3                             | Goals | Bukić 2 | Donau-arena, Boedapest Scheidsrechters: Boris Margeta (SLO) Sergey Naumov (RUS) |

| 24 januari 19:00 | verslag | Montenegro                             | 8–10  | Hongarije | Donau-arena, Boedapest Scheidsrechters: Adrian Alexandrescu (ROU) Raffaele Colombo (ITA) |
| 24 januari 19:00 | verslag | Scores in periodes: 2–1, 1–3, 2–4, 3–2 |       |           | Donau-arena, Boedapest Scheidsrechters: Adrian Alexandrescu (ROU) Raffaele Colombo (ITA) |
| 24 januari 19:00 | verslag | Radović 3                              | Goals | Varga 4   | Donau-arena, Boedapest Scheidsrechters: Adrian Alexandrescu (ROU) Raffaele Colombo (ITA) |

### Wedstrijd om de 15e plaats
| 22 januari 10:00 | verslag | Malta                                  | 9– 19 | Nederland     | Donau-arena, Boedapest Scheidsrechters: Robert Tiozzo (CRO) Levan Berishvili (GEO) |
| 22 januari 10:00 | verslag | Scores in periodes: 2–5, 2–5, 2–4, 3–5 |       |               | Donau-arena, Boedapest Scheidsrechters: Robert Tiozzo (CRO) Levan Berishvili (GEO) |
| 22 januari 10:00 | verslag | S. Camilleri 5                         | Goals | van Ijperen 6 | Donau-arena, Boedapest Scheidsrechters: Robert Tiozzo (CRO) Levan Berishvili (GEO) |

### Wedstrijd om de 13e plaats
| 22 januari 11:30 | verslag | Slowakije                              | 6–9   | Frankrijk | Donau-arena, Boedapest Scheidsrechters: Gernot Haentschel (GER) Ivan Rakovic (SRB) |
| 22 januari 11:30 | verslag | Scores in periodes: 0–2, 1–4, 3–1, 2–2 |       |           | Donau-arena, Boedapest Scheidsrechters: Gernot Haentschel (GER) Ivan Rakovic (SRB) |
| 22 januari 11:30 | verslag | Tkáč 2                                 | Goals | Kalinić 3 | Donau-arena, Boedapest Scheidsrechters: Gernot Haentschel (GER) Ivan Rakovic (SRB) |

### Wedstrijd om de 11e plaats
| 24 januari 11:30 | verslag | Turkije                                | 3–20  | Roemenië | Donau-arena, Boedapest Scheidsrechters: Luis Santos (POR) Robert Horvath (SVK) |
| 24 januari 11:30 | verslag | Scores in periodes: 1–5, 0–6, 1–6, 1–3 |       |          | Donau-arena, Boedapest Scheidsrechters: Luis Santos (POR) Robert Horvath (SVK) |
| 24 januari 11:30 | verslag | drie spelers 1                         | Goals | Fulea 5  | Donau-arena, Boedapest Scheidsrechters: Luis Santos (POR) Robert Horvath (SVK) |

### Wedstrijd om de 9e plaats
| 24 januari 13:00 | verslag | Georgië                                | 8–9   | Duitsland      | Donau-arena, Boedapest Scheidsrechters: Gyorgy Kun (HUN) Matan Schwartz (ISR) |
| 24 januari 13:00 | verslag | Scores in periodes: 3–2, 2–0, 2–3, 1–4 |       |                | Donau-arena, Boedapest Scheidsrechters: Gyorgy Kun (HUN) Matan Schwartz (ISR) |
| 24 januari 13:00 | verslag | Vapenski 2                             | Goals | drie spelers 2 | Donau-arena, Boedapest Scheidsrechters: Gyorgy Kun (HUN) Matan Schwartz (ISR) |

### Wedstrijd om de 7e plaats
| 26 januari 14:30 | verslag | Rusland                                | 9–11  | Griekenland    | Donau-arena, Boedapest Scheidsrechters: Robert Tiozzo (CRO) Carlos Ortega (ESP) |
| 26 januari 14:30 | verslag | Scores in periodes: 2–2, 2–3, 3–3, 2–3 |       |                | Donau-arena, Boedapest Scheidsrechters: Robert Tiozzo (CRO) Carlos Ortega (ESP) |
| 26 januari 14:30 | verslag | Kharkov 4                              | Goals | Argyropoulos 3 | Donau-arena, Boedapest Scheidsrechters: Robert Tiozzo (CRO) Carlos Ortega (ESP) |

### Wedstrijd om de 5e plaats
| 26 januari 16:00 | verslag | Italië                                 | 7–8   | Servië               | Donau-arena, Boedapest Scheidsrechters: Michiel Zwart (NED) György Kun (HUN) |
| 26 januari 16:00 | verslag | Scores in periodes: 2–3, 4–1, 0–2, 1–2 |       |                      | Donau-arena, Boedapest Scheidsrechters: Michiel Zwart (NED) György Kun (HUN) |
| 26 januari 16:00 | verslag | Di Fulvio 3                            | Goals | Aleksić, Filipović 2 | Donau-arena, Boedapest Scheidsrechters: Michiel Zwart (NED) György Kun (HUN) |

### Wedstrijd om de 3e plaats
| 26 januari 17:30 | verslag | Montenegro                             | 10–9  | Kroatië        | Donau-arena, Boedapest |
| 26 januari 17:30 | verslag | Scores in periodes: 1–3, 2–4, 4–1, 3–1 |       |                | Donau-arena, Boedapest |
| 26 januari 17:30 | verslag | Ivović 5                               | Goals | drie spelers 2 | Donau-arena, Boedapest |

### Finale
| 26 januari 19:00 | verslag | Hongarije                                         | 14–13 | Spanje     | Donau-arena, Boedapest Scheidsrechters: Boris Margeta (SLO) Georgios Stavridis (GRE) |
| 26 januari 19:00 | verslag | Scores in periodes: 1–3, 3–0, 2–2, 3–4 . PSO: 5–4 |       |            | Donau-arena, Boedapest Scheidsrechters: Boris Margeta (SLO) Georgios Stavridis (GRE) |
| 26 januari 19:00 | verslag | drie spelers 2                                    | Goals | Munarriz 3 | Donau-arena, Boedapest Scheidsrechters: Boris Margeta (SLO) Georgios Stavridis (GRE) |

## Eindklassering
| Goud   | Hongarije   |
| Zilver | Spanje      |
| Brons  | Montenegro  |
| 4      | Kroatië     |
| 5      | Servië      |
| 6      | Italië      |
| 7      | Griekenland |
| 8      | Rusland     |
| 9      | Duitsland   |
| 10     | Georgië     |
| 11     | Roemenië    |
| 12     | Turkije     |
| 13     | Frankrijk   |
| 14     | Slowakije   |
| 15     | Nederland   |
| 16     | Malta       |